# Heinz Hillegaart
Heinz Hillegaart

Link zum Bild

Heinz Hillegaart (* 10. April 1911 in Hamburg; † 24. April 1975 in Stockholm) war ein deutscher Diplomat, der von Mitgliedern der  linksextremistischen Terrororganisation RAF ermordet wurde.
Hillegaart studierte in London, wo er 1932 das Abitur abgelegt hatte, bis 1936 Wirtschaft und politische Wissenschaften. Er promovierte 1943 zum Dr. rer. pol. in München, wo er 1938 bis 1939 Volkswirtschaft studiert hatte. Zwischenzeitlich war er 1940 und 1941 in Kriegsdiensten.

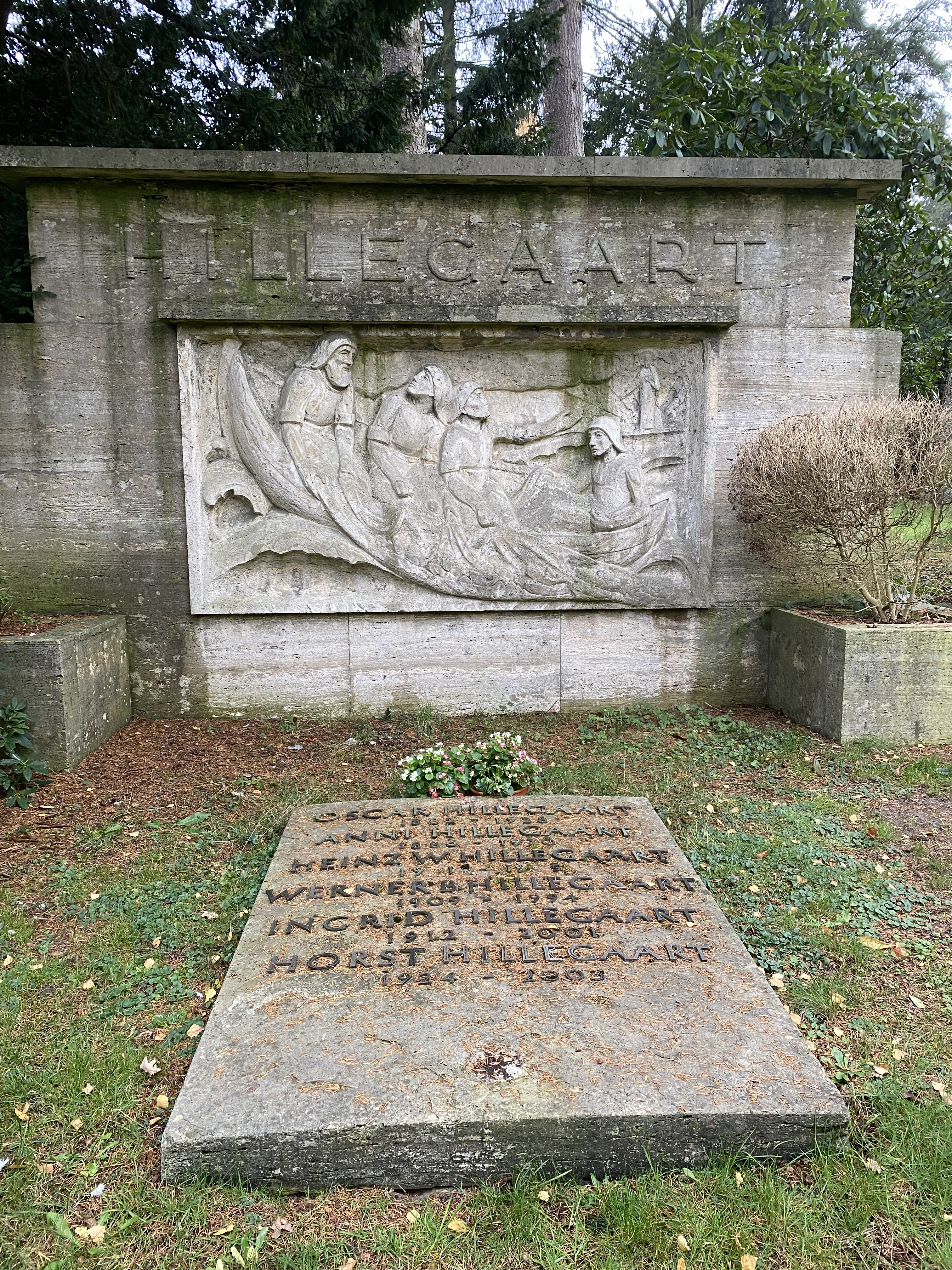
Familiengrabstätte Hillegaart auf dem Friedhof Altona

Nach dem Krieg arbeitete Hillegaart als Kaufmann. 1951 trat er in den Auswärtigen Dienst ein. Er arbeitete in der damaligen Bundeshauptstadt Bonn im Auswärtigen Amt (1951/1952 und 1964–1969) sowie in Karatschi, Kalkutta, Göteborg und Rangun. Er hatte zwei Töchter, Viveka und Claudia, und einen Sohn, Oliver.
Im Februar 1969 ging er als Botschaftsrat für Wirtschaft an die westdeutsche Botschaft in Stockholm. Am 24. April 1975 nahmen dort sechs RAF-Terroristen zwölf Geiseln, verbarrikadierten sich mit ihnen in der Botschaft und forderten die Freilassung von 26 inhaftierten RAF-Anhängern. Sie forderten die schwedische Polizei zum Rückzug auf und nannten als Ultimatum 14 Uhr. Um 14 Uhr verletzten zwei Terroristen den Militärattaché Andreas von Mirbach durch fünf Schüsse schwer; der Attaché starb einige Stunden später. 
Nachdem die Bundesregierung nicht auf das Ultimatum der Besetzer einging, wurde Hillegaart gegen 22:20 Uhr öffentlich sichtbar an einem offenen Fenster erschossen.  Wer dies tat, blieb unbekannt.
Heinz Hillegaart wurde in der Familiengrabstätte auf dem Hamburger Friedhof Altona beigesetzt. Das Auswärtige Amt in Berlin erinnert durch eine Gedenkwand im Haus am Werderschen Markt an jene Angehörigen des Auswärtigen Dienstes, die in Ausübung ihres Dienstes ums Leben kamen; somit auch an Heinz Hillegaart.